# بيتر بيردسلي
بيتر بيردسلي (بالإنجليزية: Peter Beardsley)‏، من مواليد 18 يناير 1961 في نيوكاسل في إنجلترا، لاعب كرة قدم إنجليزي سابق، ومدرب كرة قدم إنجليزي سابق.
لعب مع عدد من الأندية منها مانشستر يونايتد ونيوكاسل يونايتد ونادي ليفربول ونادي إيفرتون وبولتون واندررز ومانشستر سيتي ونادي فولهام.
لعب مع منتخب إنجلترا لكرة القدم بين عامي 1986 و1996، وشارك معهم في 59 مباراة وسجل 9 أهداف.
أصبح مساعد لمدرب منتخب إنجلترا لكرة القدم بين عامي 1999 و2000.

## روابط خارجية
- بيتر بيردسلي على موقع الاتحاد الدولي (مؤرشف)  (الإنجليزية)
- بيتر بيردسلي على موقع الاتحاد الأوربي (الإنجليزية)
- بيتر بيردسلي على موقع قاعدة بيانات كرة القدم.إي يو (الإنجليزية)
- بيتر بيردسلي على موقع ناشيونال فوتبول تيمز (الإنجليزية)
- بيتر بيردسلي على موقع Soccerbase.com (لاعب) (الإنجليزية)
- بيتر بيردسلي على موقع عالم كرة القدم.نت (الإنجليزية)